# Myślibórz
Myślibórz (niem. Soldin) – miasto w południowo-zachodniej części woj. zachodniopomorskiego, w powiecie myśliborskim, położone na Pojezierzu Myśliborskim nad jeziorem Myśliborskim oraz mniejszym jeziorem Królewskim. Siedziba gminy miejsko-wiejskiej Myślibórz oraz powiatu myśliborskiego.
W latach 1975–1998 miasto administracyjnie należało do woj. gorzowskiego.
Według danych GUS z 01 stycznia 2022 r., Myślibórz liczył 10 558 mieszkańców i był pod względem liczby ludności 23. miastem w województwie zachodniopomorskim.
Myślibórz od X wieku należał do Wielkopolski, w ramach której położony był na obszarze diecezji poznańskiej. Został opanowany przez Brandenburgię w XIII wieku i włączony do Nowej Marchii, której był stolicą. Od czasu zakończenia II wojny światowej Myślibórz uznawany jest za leżący na Pomorzu Zachodnim.
Obecnie Myślibórz jest ośrodkiem przemysłowo-usługowym i turystycznym. Przemysł odzieżowy, materiałów budowlanych, spożywczy, maszynowy i drzewny. Turystyka i sporty wodne (kajakarstwo i żeglarstwo).
Osiedla mieszkaniowe w mieście: os. XX-lecia, os. Piastów, os. Powstańców Wielkopolskich, os. Słowiańskie.
Zieleń miejska: Park Armii Krajowej, Park Wojska Polskiego, Skwer Dariusa i Girėnasa.

## Historia
Pierwsza stała osada w pobliżu dzisiejszego Myśliborza powstała w VI w. p.n.e. – było to grodzisko kultury łużyckiej nad Jeziorem Myśliborskim, na wzniesieniu Winnica Tumska (nazwa miejscowa: Łysa Góra). Na tym samym miejscu, na przełomie VIII w. i IX w. powstało wczesnośredniowieczne grodzisko słowiańskie (zwane Żołdyń, Sołdzin). Grodzisko istniało do XII w. Od czasów Mieszka I granicach Polski. Po rozbiciu dzielnicowym Polski obszar leżał na północno-zachodnich rubieżach ówczesnej Wielkopolski.
Pierwsza wzmianka o Myśliborzu występuje w dokumencie z 1238 r., w którym mowa jest o nadaniu przez Władysława Odonica templariuszom 1000 łanów ziemi nad rzeką Myślą. Myślibórz w 1261 został włączony do Marchii Brandenburskiej, a następnie w latach 1262-1270 otrzymał prawa miejskie. Pod koniec XIII i na początku XIV wieku nastąpił intensywny rozwój miasta, które w latach 1298–1537 było stolicą Nowej Marchii i wiodącym centrum gospodarczym regionu. Stołeczny charakter sprawił, że miasto wznosiło liczne reprezentacyjne budowle oraz zostało ufortyfikowane silnymi murami miejskimi, tu odbywały się zjazdy stanów i sądy. W 1349 mieszczanie zburzyli zamek margrabiów. Od 1373 we władaniu Korony Czeskiej, dla której był to region peryferyjny, więc jej władcy podejmowali próby jego sprzedaży. W 1402 w Krakowie zawarto porozumienie w sprawie sprzedaży miasta z regionem Polsce, jednakże parę miesięcy później sprzedano je Krzyżakom. W czasie wojny polsko-krzyżackiej w 1433 r. miasto spalili czescy husyci. Po wybuchu kolejnej wojny polsko-krzyżackiej, w 1455 Krzyżacy sprzedali miasto Elektoratowi Brandenburgii w celu pozyskania środków na prowadzenie wojny.

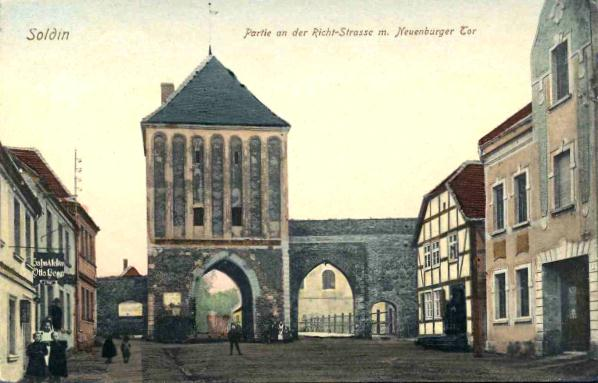
Brama Nowogródzka na widokówce z ok. 1900

W 1473 r. zdobycia i zniszczenia miasta dokonał książę zachodniopomorski Bogusław X. Myślibórz leżał na skrzyżowaniu szlaków handlowych, tutejsze jarmarki cieszyły się tak ogromną popularnością, że stosowane tam waga i miary obowiązywały w całej Nowej Marchii jako miary myśliborskie. W XVI wieku Myślibórz dwukrotnie (w 1539 i 1590 r.) padał pastwą ogromnych pożarów. Wojny toczone w XVII i XVIII wieku (zwłaszcza trzydziestoletnia i siedmioletnia) spowodowały ogromne zniszczenia miasta, przez co nastąpiło osłabienie w rozwoju gospodarczym Myśliborza i regionu. Nadzieję na poprawę przyniosło dopiero uruchomienie połączeń kolejowych z Kostrzynem nad Odrą i Stargardem w 1882 r., Barlinkiem w 1883 r. i Gorzowem Wielkopolskim w 1912 r.
W wyniku działań zbrojnych w końcowym okresie II wojny światowej miasto zostało zniszczone w ok. 40%. Zdobyte przez Armię Czerwoną 2 lutego 1945 r. Wkraczające oddziały radzieckie dopuściły się zbrodni wojennych, rozstrzeliwując mieszkańców miasta i okolic, których masowy grób (120 osób) odkryto dopiero w 1995 r. W dniach 13-15 kwietnia 1945, w mieście ulokowany był kwatermistrzowski rzut dowodzenia 1 Armii Wojska Polskiego. 23 maja 1945 r. miasto przekazane zostało administracji polskiej. Obecna nazwa została administracyjnie zatwierdzona 7 maja 1946.
W 1947 przeniosło się tutaj z Wilna nowo założone Zgromadzenie Sióstr Jezusa Miłosiernego, które kontynuuje misję św. Faustyny – przygotowanie świata na ostateczne przyjście Boga (Dzienniczek 429, 625, 635, 1155, 1732).

## Demografia
Według danych z 31 grudnia 2008 r. miasto miało 11 700 mieszkańców.

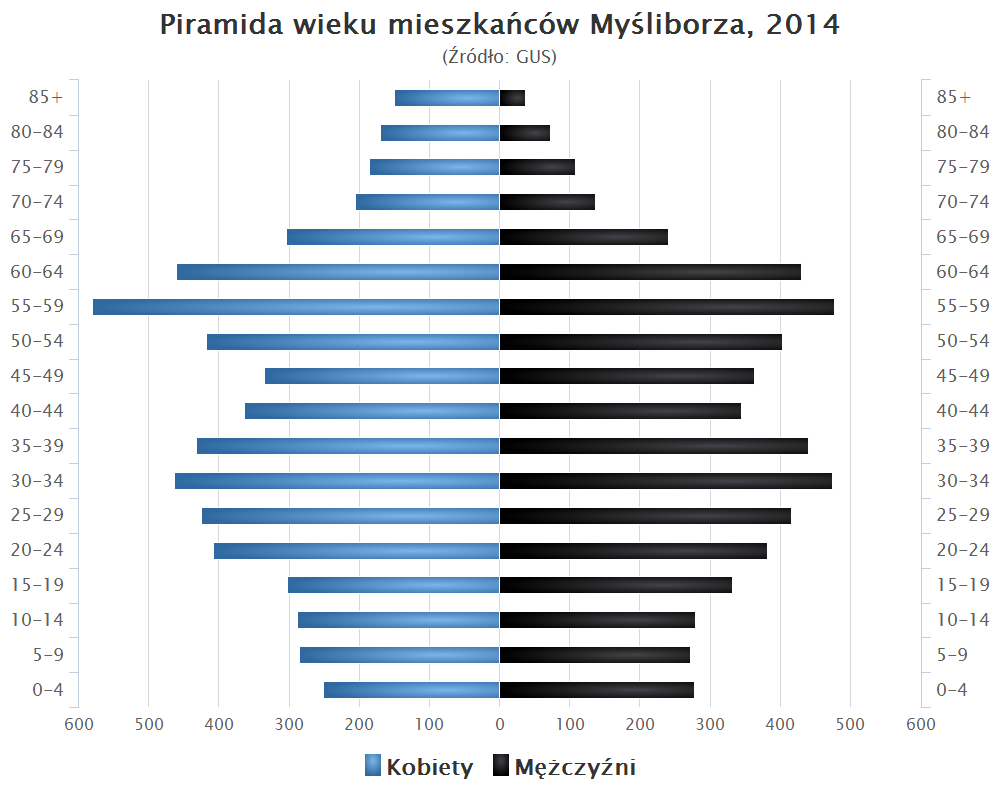
Piramida wieku mieszkańców Myśliborza w 2014 roku

## Zabytki

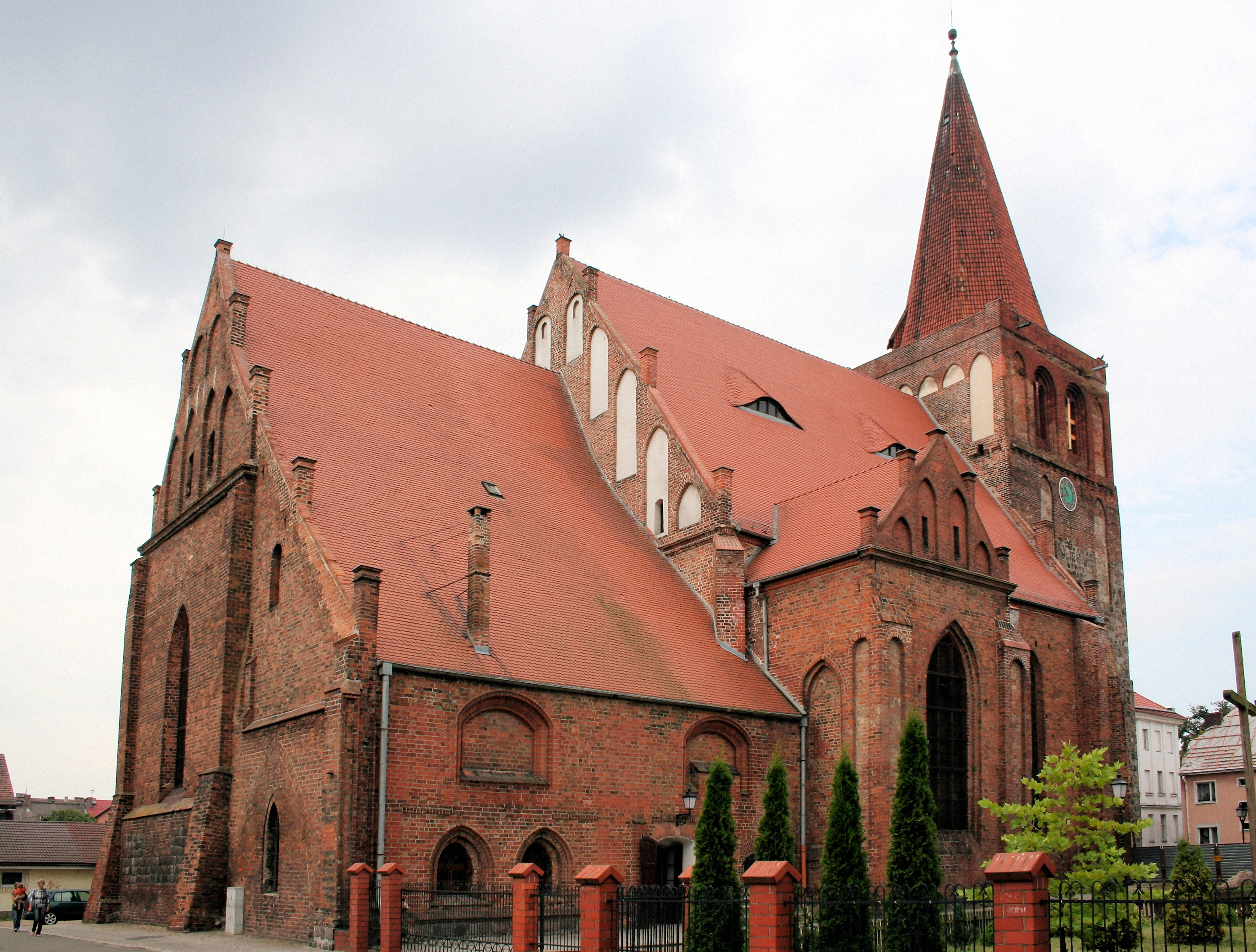
Kolegiata św. Jana Chrzciciela

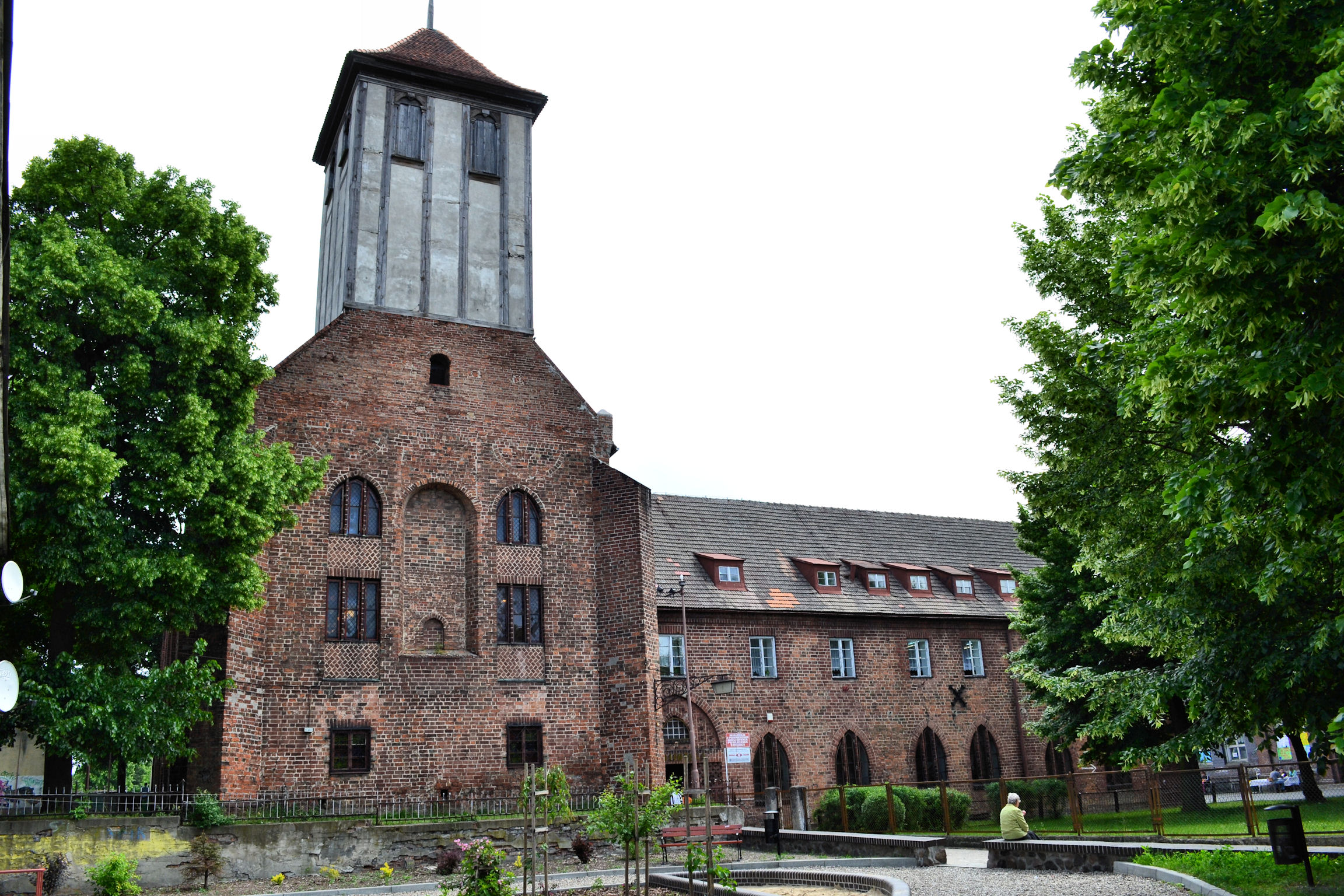
Kościół i klasztor podominikański

Zabytkowe kościoły, klasztory i kaplice:
- Kolegiata św. Jana Chrzciciela – budowla gotycka z XIII w.,
- Kościół i klasztor podominikański z drugiej połowy XIII w.,
- Kaplica Św. Ducha – budowla gotycka z połowy XIV w. Wzniesiona na planie prostokąta. Dolne partie wykonane z ciosów kamiennych, górne z cegły. Od strony wschodniej zachowany portal ostrołukowy z okrągłym oknem. Pod gzymsem dekoracyjny fryz ceglany. Pierwotne przeznaczenie kaplicy nie jest wyjaśnione: być może pełniła funkcję kaplicy margrabiego lub należała do gildii kupieckiej. Po reformacji nie pełniła już funkcji sakralnych. W XVI w. była wykorzystywana jako owczarnia i browar, w XVIII w. był tu magazyn soli. W połowie XIX w. została przerobiona na remizę strażacką, a pod koniec XIX w. wnętrze zaadaptowano na cele mieszkalne. Po II wojnie światowej w kaplicy mieścił się magazyn. W 1979 r. przeprowadzono generalny remont budynku i otwarto w nim muzeum regionalne – obecnie Muzeum Pojezierza Myśliborskiego[14].
- Kaplica św. Gertrudy – orientowana, niewielka kaplica gotycka z drugiej połowy XV w. Zbudowana z cegły na kamiennym cokole, ściany wzmocnione przyporami. Portal ostrołukowy, położony centralnie w szczytowej ścianie. Wewnątrz sklepienia krzyżowo-żebrowe wsparte na wspornikach. Początkowo kaplica należała do szpitala św. Gertrudy. Wewnątrz znajdował się ołtarz zawierający figurę św. Gertrudy. Rzeźba ta była kilkakrotnie restaurowana (w latach 1775-76, 1853-58, 1912 r.). Cała kaplica przeszła gruntowny remont w latach 1912-1913. W 1933 r. w kaplicy wystawiono trumny ze szczątkami dwóch litewskich pilotów, uczestników przelotu Nowy Jork – Kowno, którzy zginęli w katastrofie samolotowej pod Pszczelnikiem. Wydarzenia te upamiętnia współczesny pomnik znajdujący się przed kaplicą. W czasie II wojny światowej (lub wkrótce po niej) zaginęło wyposażenie kaplicy. Obecnie w kaplicy mieści się Ośrodek Edukacji Plastycznej.
- Kapliczka Jerozolimska – niewielka ceglana, otynkowana budowla, zdobiona blendami. W ostrołukowym portalu krata z XIX w. Wewnątrz kopia gotyckiego krucyfiksu (oryginał w Muzeum Pojezierza Myśliborskiego). Kapliczka została poświęcona przez kamieńskiego biskupa Marcina 1 marca 1514 r. Kapliczka stanowiła część Drogi Krzyżowej jaka znajdowała się przed murami miasta i była (najprawdopodobniej) jej ostatnią stacją. Według legendy odległość kapliczki od kaplicy Św. Ducha odpowiada odległości między miejscem, w którym Jezus został skazany na śmierć przez Piłata, a miejscem gdzie Szymon Cyrenejczyk pomógł nieść krzyż Chrystusowi. Dopiero w latach 90. XX w. odkryto, że znajdująca się w kaplicy figura Chrystusa Ukrzyżowanego jest oryginalną, gotycką rzeźba z drewna lipowego.
- Sanktuarium Miłosierdzia Bożego z kościołem św. Krzyża z 1905 r.,
- budynek (ul. Bohaterów Warszawy 77) obecnie klasztor – Dom Macierzysty Zgromadzenia Sióstr Jezusa Miłosiernego.

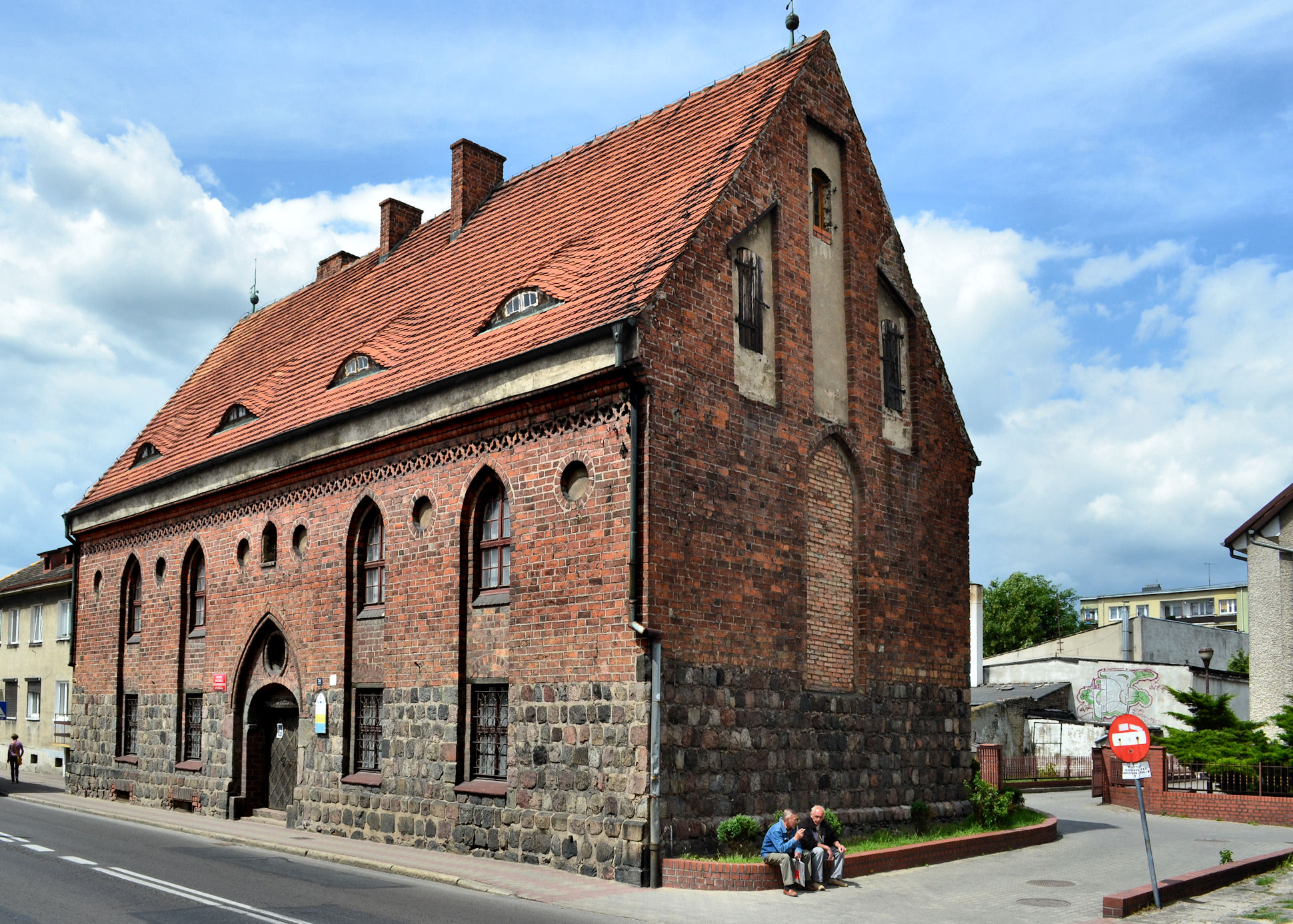
Kaplica Św. Ducha, obecnie siedziba Muzeum Pojezierza Myśliborskiego
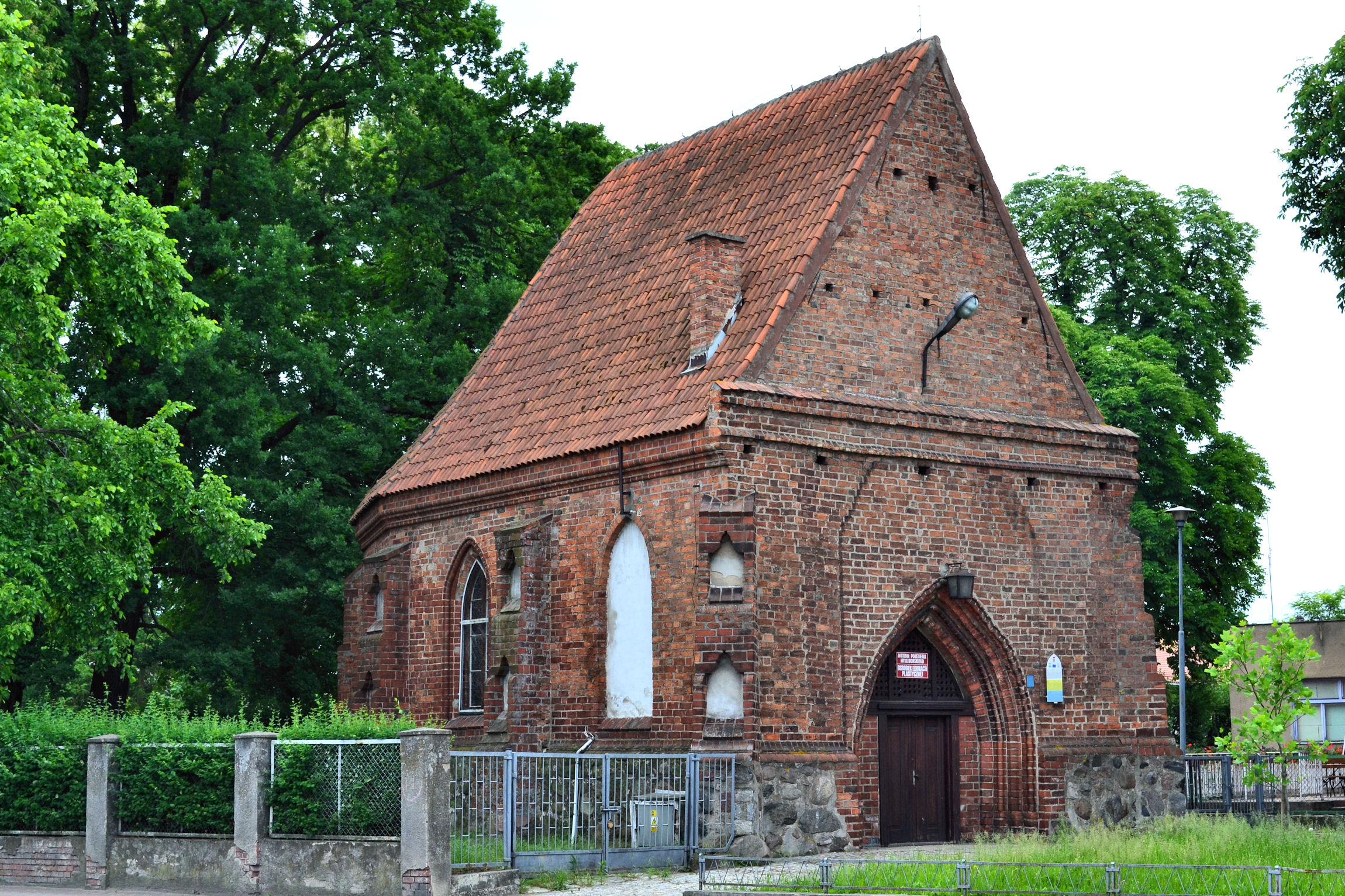
Kaplica św. Gertrudy
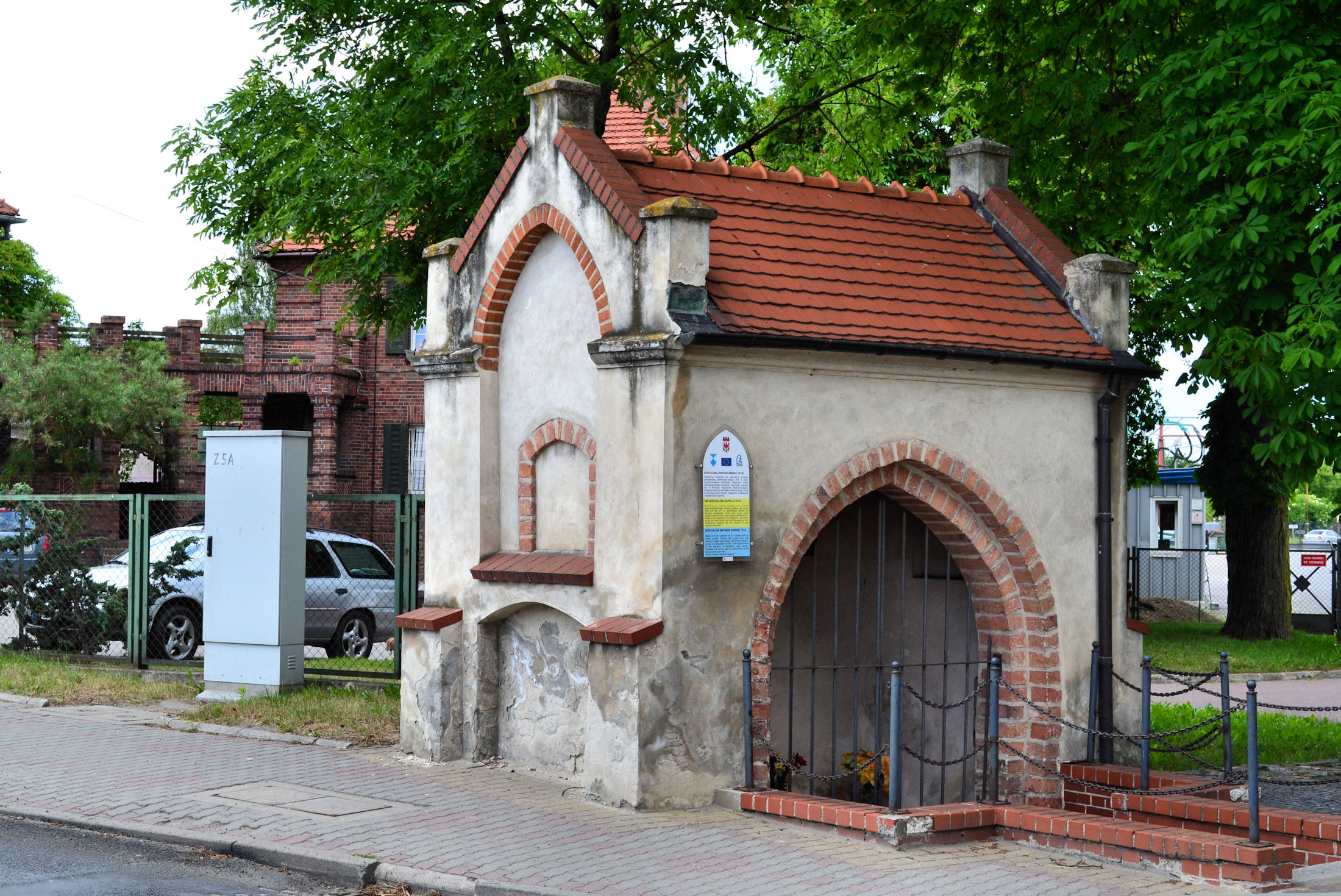
Kapliczka Jerozolimska
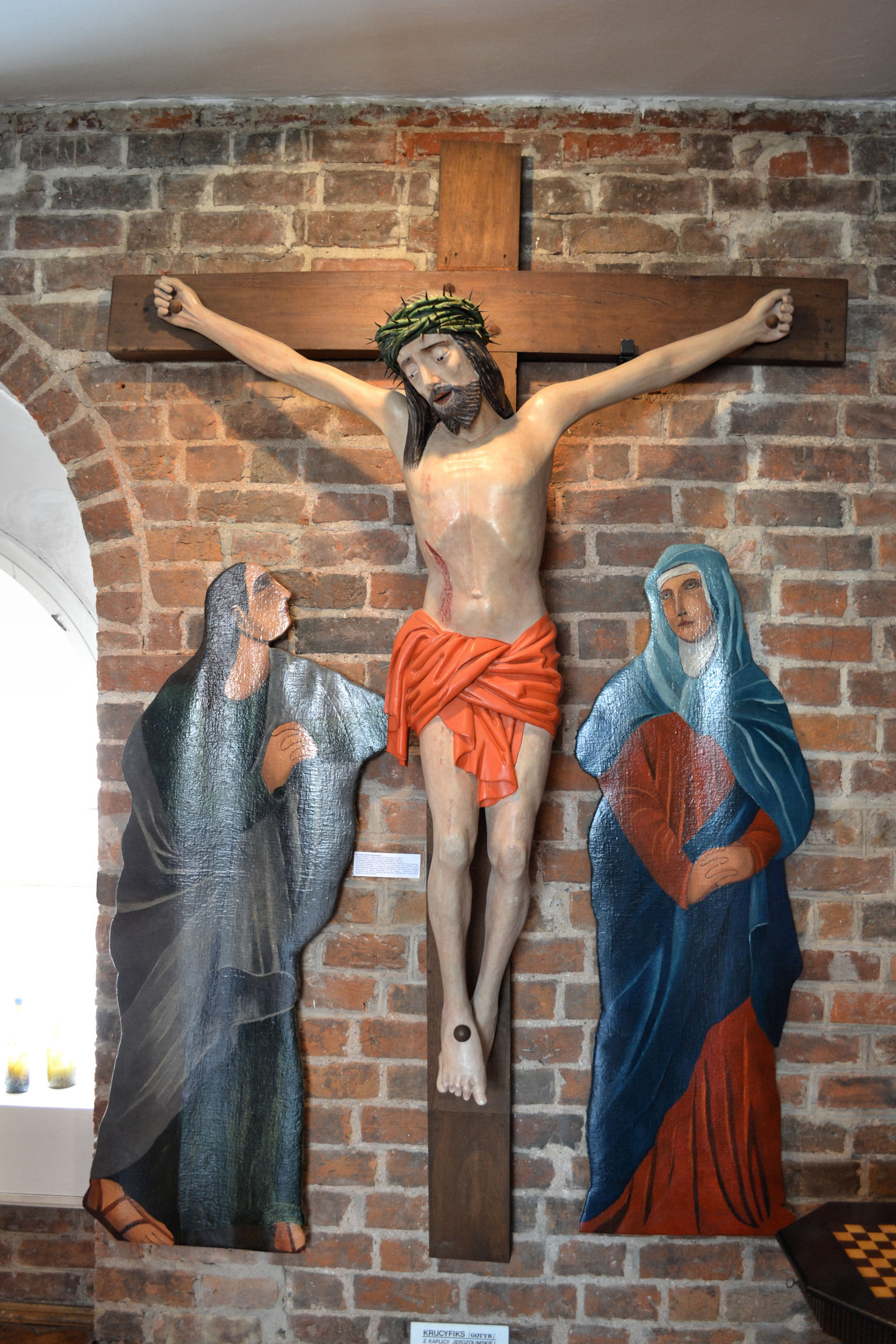
Oryginał krucyfiksu z kaplicy Jerozolimskiej
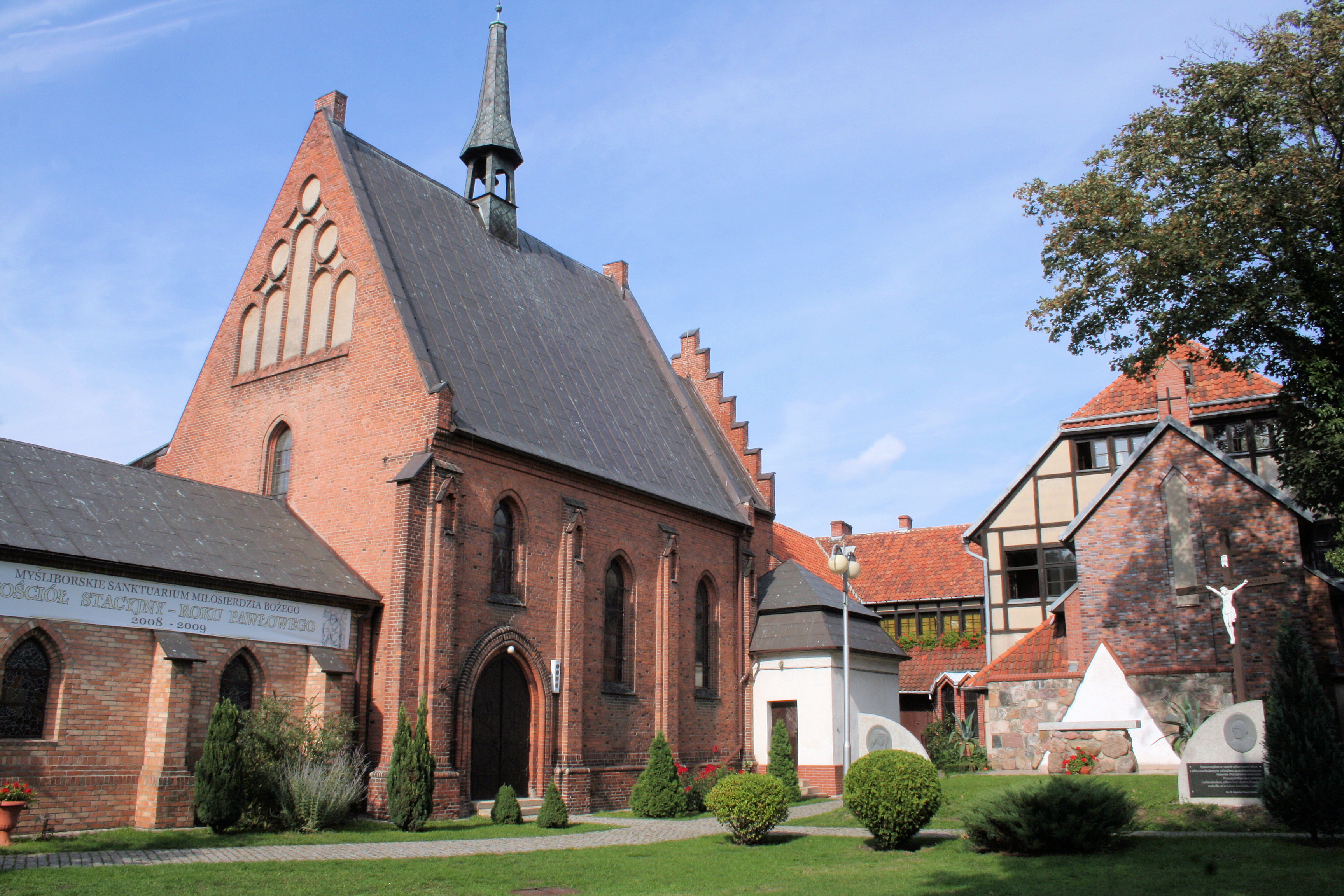
Kościół Świętego Krzyża
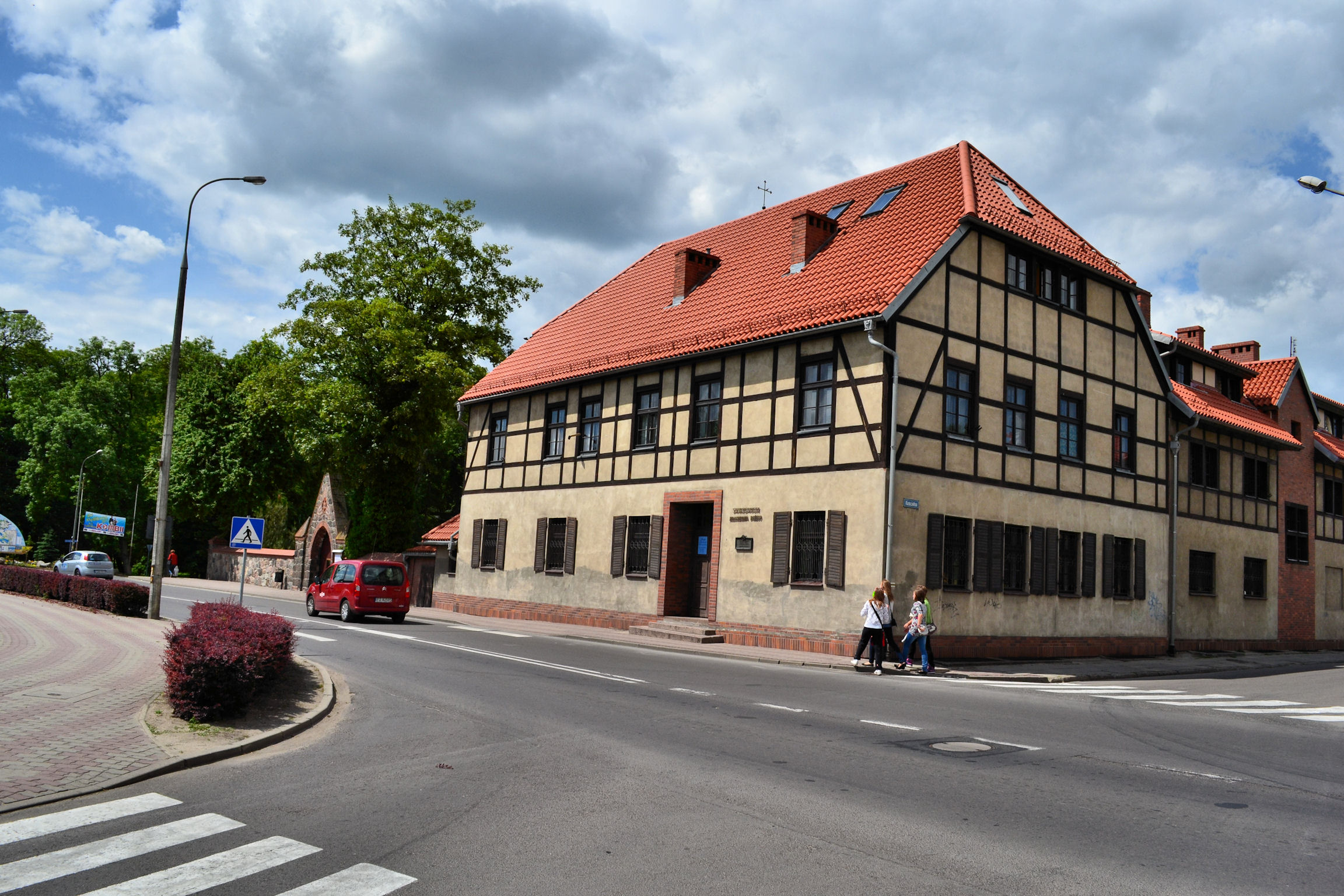
Klasztor – Dom Macierzysty Zgromadzenia Sióstr Jezusa Miłosiernego

Pozostałe zabytki:
- Obwarowania miejskie – pozostałości kamienno-ceglanych murów obronnych z drugiej połowy XIII w. Pierwotna ich długość wynosiła ok. 1900 m. Wzmocnione były 49 basztami (głównie łupinowymi) rozmieszczonymi co 24–30 m oraz trzema bramami. Do czasów obecnych zachowały się niewielkie fragmenty murów obronnych, dwie bramy oraz dwie baszty (jedna pełna, druga – łupinowa).
  - Brama Pyrzycka – zbudowana w I poł. XIV w., gotycka budowla ceglana. Zdobiona ostrołukowymi blendami, przykryta dachem namiotowym. W 1729 r. brama przeszła gruntowny remont. Od 2002 r. w bramie mieści się pracownia archeologiczna Muzeum Pojezierza Myśliborskiego.
  - Brama Nowogródzka – wybudowana w I poł. XIV w. z cegły. Elewację urozmaicają blendy i dwurzędowy fryz dekoracyjny. Brama zwieńczona jest dachem namiotowym. W 1737 r. przeprowadzono gruntowną renowację (data ta uwidoczniona jest na chorągiewce, na szczecie dachu). W 1968 r. w bramie otwarto schronisko młodzieżowe oraz wypożyczalnię sprzętu. Znalazł tu również siedzibę oddział PTTK.
  - Baszta Prochowa – zbudowana na planie koła, na przełomie XIV i XV w. gotycka, ceglana baszta obronna. Zwieńczenie wieży w postaci krenelażu i stożkowego dachu pochodzi z XIX w. i nie musi odpowiadać pierwotnemu wyglądowi baszty. Wejście do baszty znajduje się na poziomie dawnego muru obronnego.
- Ratusz – klasycystyczna, dwukondygnacyjna budowla będąca siedzibą Urzędu Miasta i Gminy Myślibórz oraz Rady Miejskiej. Wybudowana w 1772 r. na planie prostokąta z cegły, otynkowana. Budynek posiada środkowy ryzalit, dołem boniowany górą zwieńczony tympanonem. Niegdyś w tympanonie znajdował się zegar, zastąpiony dziś okrągłym oknem. Elewacje ozdabiają zlokalizowane nad oknami i w tympanonie stiukowe panoplia i ornamenty rokokowe. Obecny ratusz jest trzecią tego typu budowlą w Myśliborzu: pierwszy spłonął podczas pożaru miasta w 1539. Drugi – najprawdopodobniej w 1771 r. Obecny został wybudowany z inicjatywy van Brankenhofa – dzierżawcy domeny królewskiej w Karsku, przy wsparciu finansowym króla Fryderyka II Wielkiego.

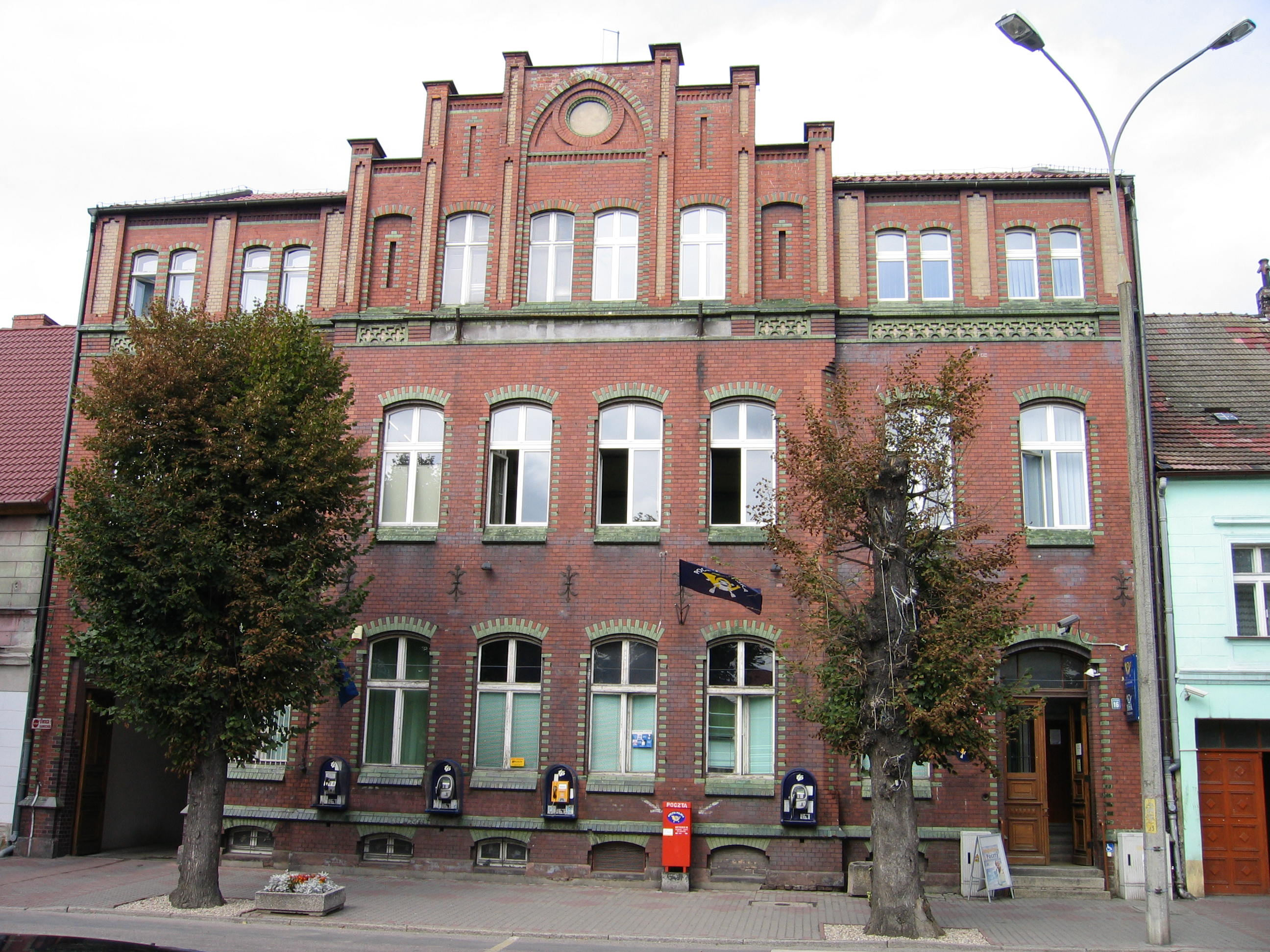
Budynek Poczty Polskiej

- budynek Poczty Polskiej (ul. Rynek 16),
- cmentarz komunalny (ul. Celna i Daszyńskiego),
- dawny urząd powiatowy (ul. 1 Maja 19),
- dawny szpital św. Gertrudy (ul. Łużycka 4),
- dom (ul. Ratuszowa 11),
- dom (ul. Pionierów 23),
- zespół budynków Policji z około 1927 roku (ul. Piłsudskiego 4)
- podwórko z widocznymi ścianami ryglowymi oraz zachowanym żurawikiem do przeładunku i drewnianą galerią (Rynek im. Jana Pawła II 2a),
- wiatrak holenderski,
- wieża ciśnień,
- Ok. 1,5 km na północ od miasta: grodzisko z wczesnej epoki żelaza.

## Transport

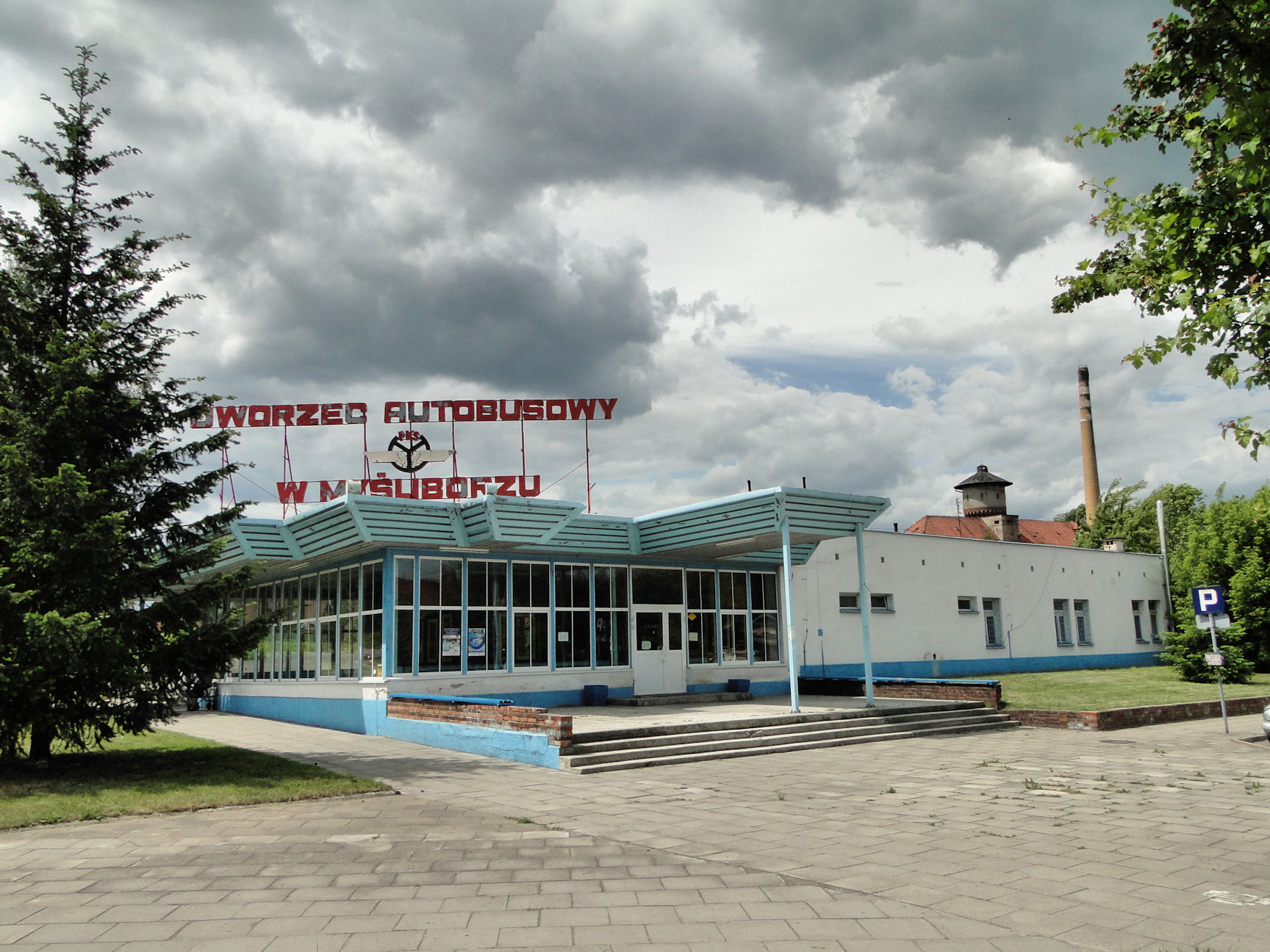
Dworzec autobusowy PKS w Myśliborzu

Znaczny węzeł drogowy. W mieście krzyżują się drogi krajowe i wojewódzkie:
- 23:Dębno-Sarbinowo
- 26: Renice (węzeł S3)-Chojna-Krajnik Dolny
- 128: Ławy-Otanów-Kierzków-Rów

Przez Myślibórz przechodziły linie kolejowe Myślibórz-Gorzów Wielkopolski (linia 415), Myślibórz-Kostrzyn (linia 410), Myślibórz-Głazów-Barlinek-Choszczno-Połczyn-Zdrój-Grzmiąca (linia 410), Myślibórz-Pyrzyce-Stargard(od Głazowa linia kolejowa nr 422). Pierwszą linię otwarto w 1882 r. (Kostrzyn-Myślibórz-Pyrzyce), rok później kolejną Myślibórz–Barlinek, która w 1889 r. została przedłużona do Choszczna. Linia do Gorzowa wybudowana została w 1912 r. Ruch kolejowy zamykano kolejno:
- w 1991 r.: Myślibórz-Gorzów,
- w 1991 r.: Głazów-Barlinek,
- w 1999 r.: Myślibórz-Kostrzyn,
- w 2000 r.: Myślibórz-Stargard.

Na odcinku Stargard-Pyrzyce–Głazów oraz Barnówko-Kostrzyn kursują pociągi zdawcze. Odcinki Myślibórz-Barnówko, Myślibórz-Głazów są rozebrane (w latach 2009-2011). Zachowany jest jeszcze odcinek Myślibórz-Gorzów Wlkp. (od stacji Świątki w kierunku Gorzowa jest przejezdny). Dobrze rozwinięty regularny transport autobusowy. Większość linii obsługuje PKS Myślibórz oraz PKS Gorzów Wielkopolski.

## Oświata
W mieście działają:
- dwie szkoły podstawowe:

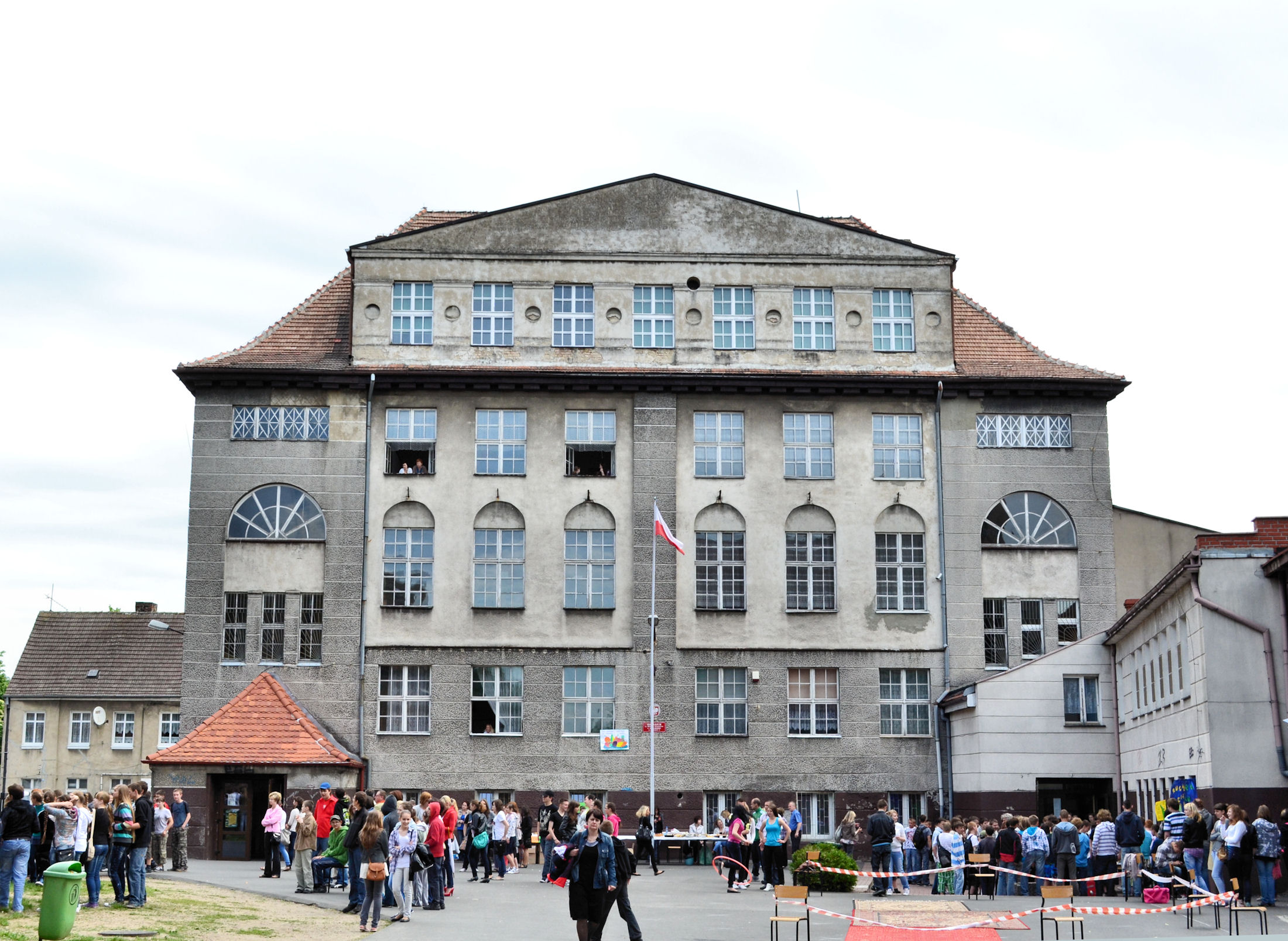
Gimnazjum im. Henryka Sienkiewicza

  - Szkoła Podstawowa Nr 2 im. Janusza Kusocińskiego
  - Szkoła Podstawowa Nr 3 im. Leonida Teligi
- dwa zespoły szkół:
  - Zespół Szkół Nr 2 im. Noblistów Polskich
  - Zespół Szkół Ponadgimnazjalnych Nr 3 im. S. Dariusa i S. Girėnasa
- Państwowa Szkoła Muzyczna I Stopnia

W mieście funkcjonują również dwa przedszkola publiczne oraz Myśliborski Uniwersytet Trzeciego Wieku.

## Sport
Postacie:
- Adam Hrycaniuk – koszykarz, trzykrotny mistrz Polski, reprezentant kraju
- Dariusz Jarecki – piłkarz
- Dariusz Mejsner – pięcioboista nowoczesny, reprezentant kraju, wielokrotny medalista mistrzostw świata drużynowo oraz w sztafecie, indywidualny mistrz Polski
- Anna Sulima – pięcioboistka nowoczesna, reprezentantka kraju, indywidualna mistrzyni świata, brązowa medalistka mistrzostw Europy, wielokrotna medalistka mistrzostw świata i Europy drużynowo oraz w sztafecie, zdobywczyni Pucharu Świata

Dyscypliny:
- Born To Fly – formacja tańca nowoczesnego
- MKS Osadnik – sekcja piłki nożnej (obecnie IV Liga Zachodniopomorska)[17]
- MKS Szkuner – sekcja żeglarstwa oraz lekkiej atletyki
- MKP – sekcja pływania oraz dwuboju i trójboju nowoczesnego
- KTZ Open – sekcja tenisa ziemnego
- KK Admirator – sekcja koszykówki
- MSMPS – LZS Myślibor – sekcja siatkówki
- Hetman – sekcja szachów
- LOK Myśla – sekcja strzelectwa sportowego
- Estera – sekcja tańca towarzyskiego
- AKS – sekcja podnoszenia ciężarów i kulturystyki (obecnie I liga)
- Karate KIDO – sekcja karate Shotokan
- Uczniowskie Kluby Sportowe: Bryza, Kusy, Opty

## Kultura

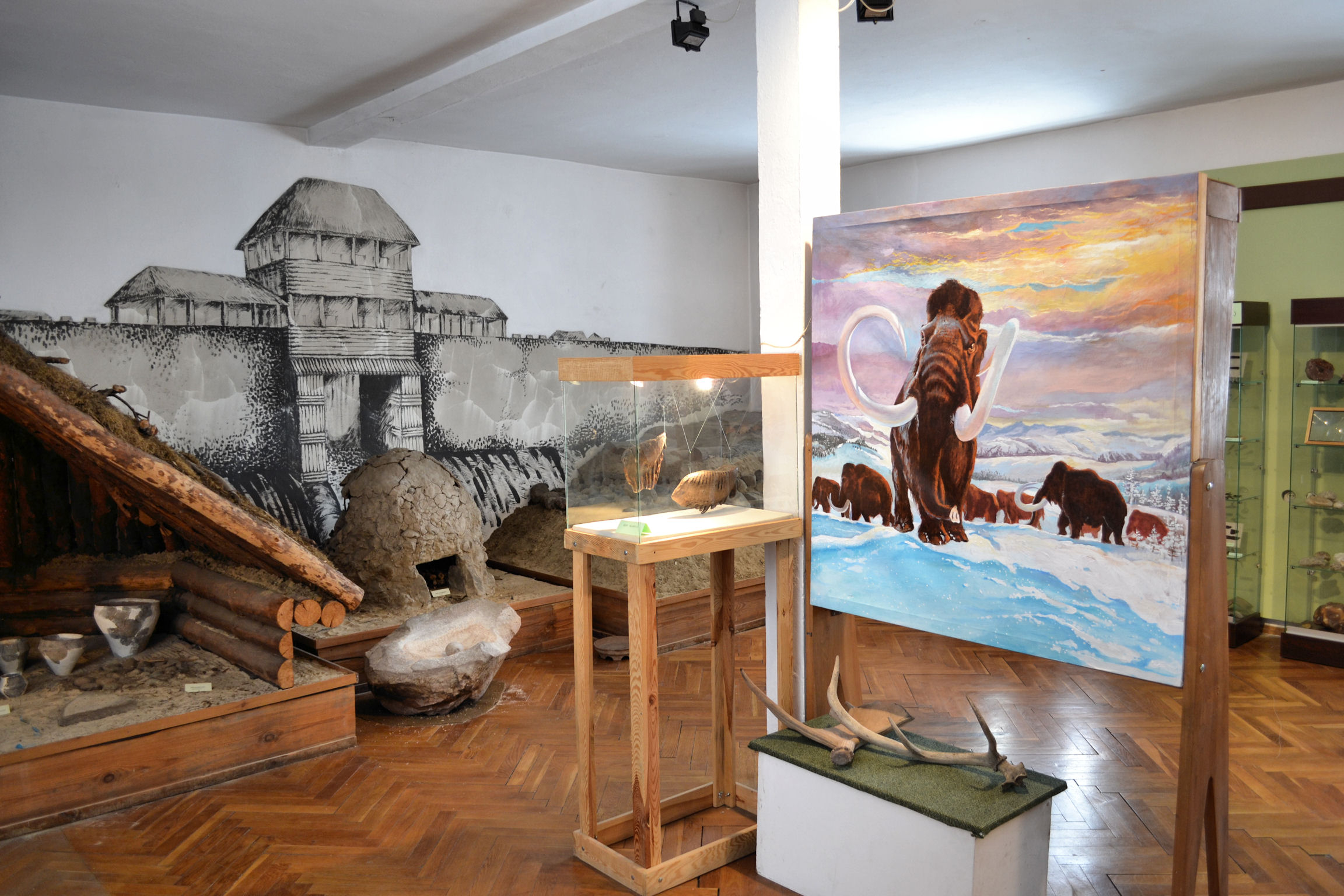
Ekspozycja Muzeum Myśliborskiego

Na terenie Myśliborza działa Myśliborski Ośrodek Kultury (MOK), który organizuje różnego rodzaju imprezy kulturalno-oświatowe na terenie miasta.
We wrześniu cyklicznie organizowany jest Festyn Sprawni Niepełnosprawnym. Na terenie miasta znajduje się Muzeum Pojezierza Myśliborskiego. W przeszłości wydawany był tygodnik "Gazeta Myśliborska", dwutygodnik powiatowy "Myśliborskie Wieści", dwutygodnik powiatowy "Kurier Myśliborski", miesięcznik "Pismo Myśliborskie" oraz kwartalnik "Z biegiem Myśli". Nieregularnie wydawany był "Pik:myśli bez cenzury". Działa tutaj również telewizja "TVB24 Myślibórz".
W mieście ma także swoją siedzibę hufiec ZHP Myślibórz  działający nieprzerwanie od 27 września 1945. Na terenie miasta działają dwie drużyny harcerskie, jedna zuchowa, oraz Krąg seniorów. Hufiec podlega pod Chorągiew Zachodniopomorską.

## Administracja

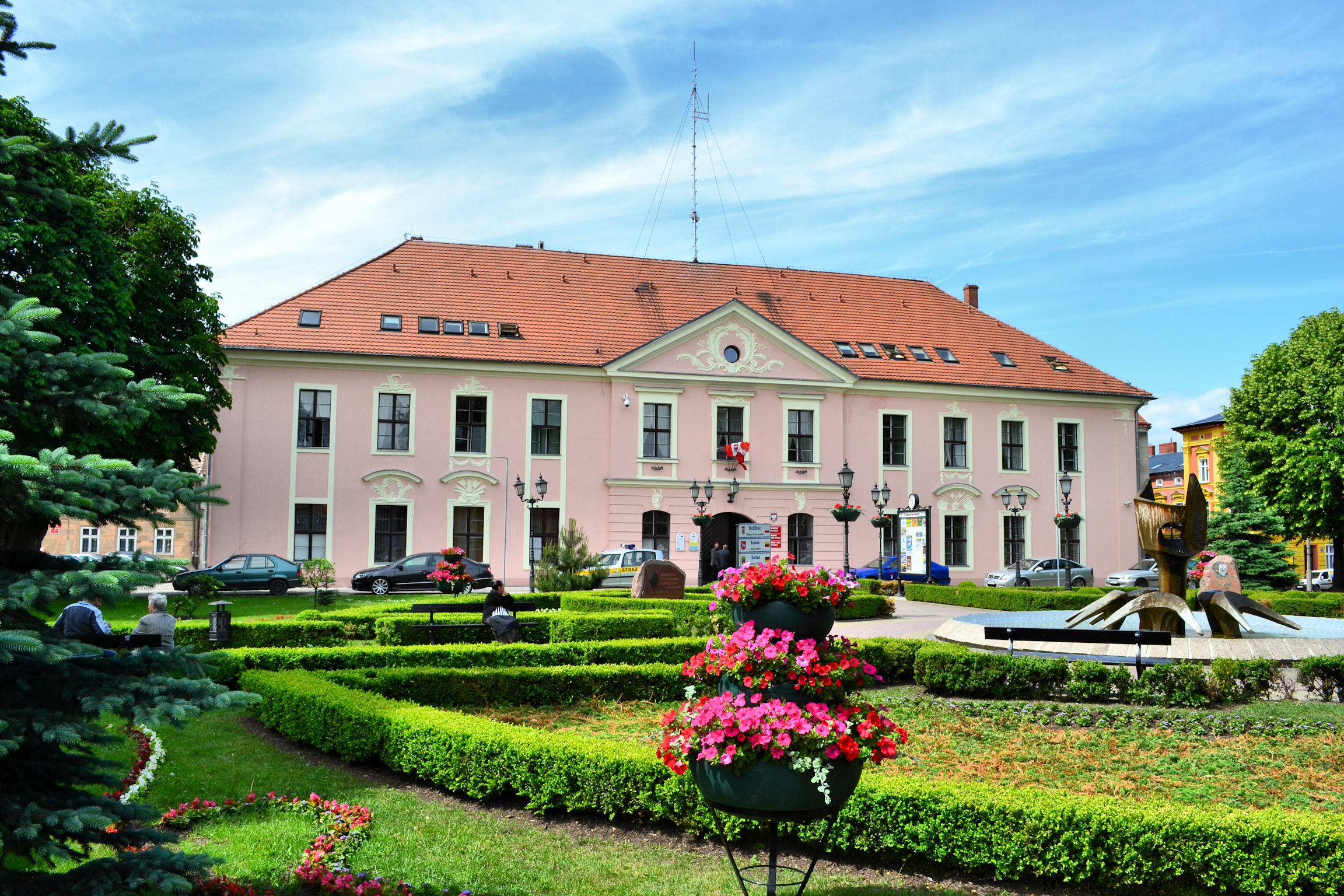
Ratusz

Miasto jest siedzibą władz gminy miejsko-wiejskiej i siedzibą władz starostwa myśliborskiego.
Burmistrzowie Miasta i Gminy Myślibórz:
- Piotr Jerzy Sobolewski (od 2014)
- Arkadiusz Zygmunt Janowicz (2010-2014)
- Leszek Wierucki (2006-2010)
- Roman Matijuk (1998–2006)

Myślibórz jest podzielony na 3 jednostki pomocnicze: Osiedle Nr 1, Osiedle Nr 2, Osiedle Nr 3. Organem uchwałodawczym w każdym z nich jest rada osiedla, składająca się z 15 radnych. Organem wykonawczym jest zarząd osiedla, składający się z 3 osób.
Mieszkańcy Myśliborza wybierają posłów na Sejm RP z okręgu wyborczego nr 41 (Szczecin), senatora z okręgu nr 98, a posłów do Parlamentu Europejskiego z okręgu nr 13.
W Myśliborzu znajdują się dwa biura poselskie: Joachima Brudzińskiego (PiS) oraz Arkadiusza Litwińskiego (PO).

## Sądownictwo
W Myśliborzu zlokalizowany jest Sąd Rejonowy.

## Wspólnoty wyznaniowe
- Parafia św. Jana Chrzciciela w Myśliborzu
- Parafia Świętego Krzyża w Myśliborzu
- Świadkowie Jehowy: zbór Myślibórz z Salą Królestwa[21].

## Miasta partnerskie

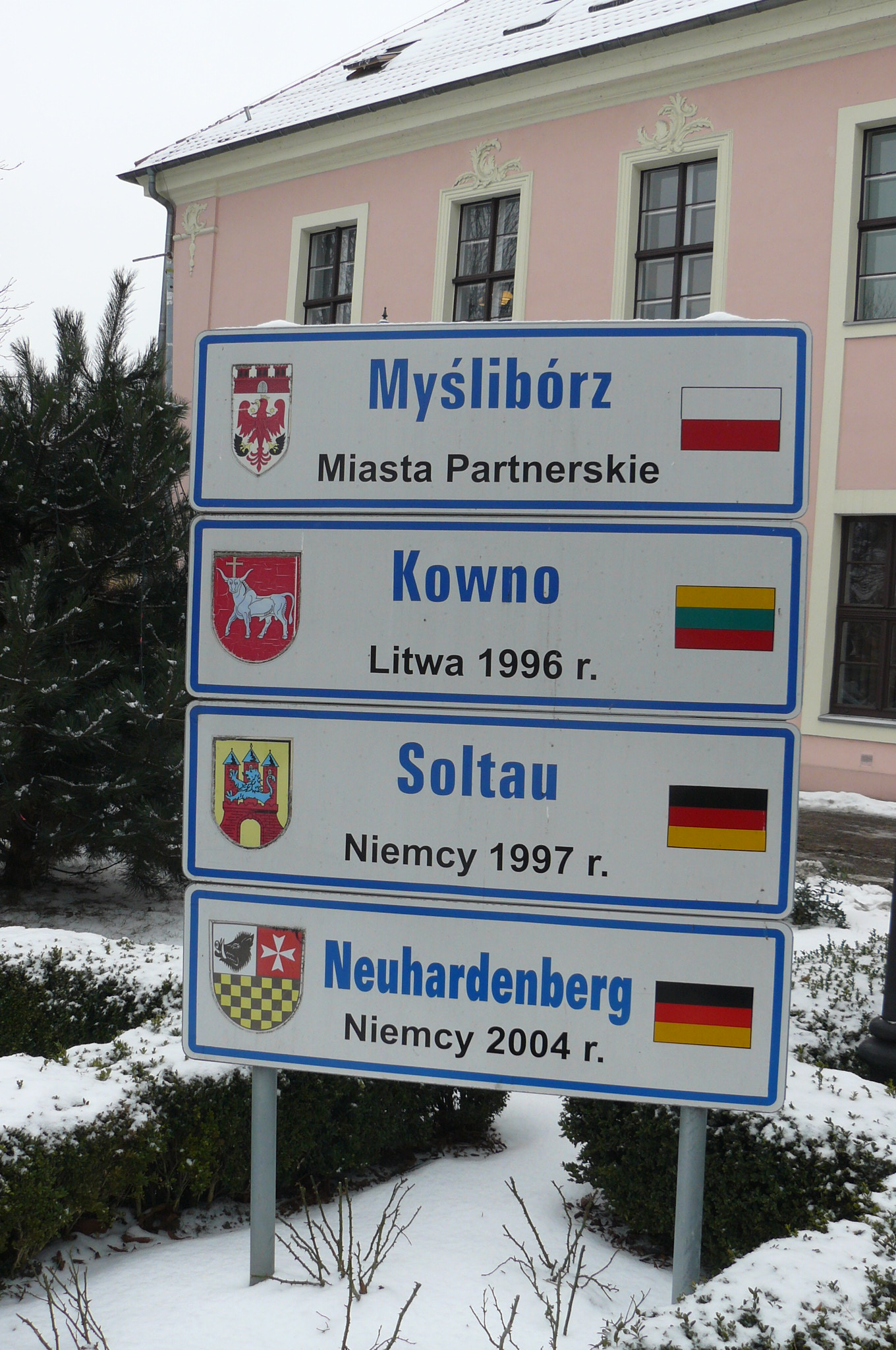
Tablica z nazwami miast partnerskich Myśliborza przed ratuszem

Lista miast partnerskich Myśliborza:
- Kowno
- Neuhardenberg
- Soltau